# Tour du lac Majeur
Le Tour du lac Majeur (en italien Giro del Lago Maggiore), également connu sous le nom du GP Knorr,  est une course cycliste sur route suisse, organisée de 1982 à 2006 pour l'épreuve masculine et de 1985 à 2009 pour l'épreuve féminine.
Disputé autour du Lac Majeur, le départ du Tour a lieu à Brissago, dans le Canton du Tessin. Créé en 1982 sous le nom du GP Brissago, le Tour change définitivement de nom en 1997. Les deux dernières éditions masculines font partie du calendrier UCI Europe Tour.
Généralement disputée sous forme de course d'un jour, certaines années, l'épreuve se court par étapes.

## Palmarès masculin
| Année | Vainqueur           | Deuxième             | Troisième           |
| ----- | ------------------- | -------------------- | ------------------- |
| 1982  | Alain Dällenbach    | Marco Vitali         | André Gsell         |
| 1983  | Peter Wollenmann    | André Massard        | Killian Blum        |
| 1984  | Jörg Müller         | Bernard Voillat      | Jocelyn Jolidon     |
| 1985  | Guido Winterberg    | Stephan Joho         | Arno Küttel         |
| 1986  | Kurt Steinmann      | Daniel Huwyler       | Peter Becker        |
| 1987  | Daniel Gisiger      | Walter Delle Case    | Jan Koba            |
| 1988  | Richard Trinkler    | Pius Schwarzentruber | Jocelyn Jolidon     |
| 1989  | Heinz Imboden       | Gilbert Glaus        | Rolf Rutschmann     |
| 1990  | Andrea Guidotti     | Gilbert Glaus        | Rolf Rutschmann     |
| 1991  | Bruno Risi          | Kurt Betschart       | Thomas Wegmuller    |
| 1992  | Thomas Wegmuller    | Kurt Betschart       | Daniel Wyder        |
| 1993  | Zbigniew Piatek     | Andrzej Sypytkowski  | Mauro Gianetti      |
| 1994  | Gianvito Martinelli | Fabrizio Bontempi    | Bruno Boscardin     |
| 1995  | Karl Kalin          | Francesco Secchiari  | Urs Graf            |
| 1996  | Armin Meier         | Gianpaolo Mondini    | Davide Casarotto    |
| 1997  | Endrio Leoni        | Gabriele Balducci    | Nicola Minali       |
| 1998  | Luca Mazzanti       | Gilberto Simoni      | Marco Milesi        |
| 1999  | Gabriele Balducci   | Romāns Vainšteins    | Alessandro Petacchi |
| 2000  | Tobias Steinhauser  | Stefano Zanini       | Artur Krzeszowiec   |
| 2001  | Paolo Bossoni       | Yauheni Seniushkin   | Alessandro Pozzi    |
| 2002  | Filippo Pozzato     | Piotr Przydzial      | Bostjan Mervar      |
| 2003  | Raffaele Illiano    | Markus Knopfle       | Kjell Carlstrom     |
| 2004  | Aitor Galdós        | Mikhaylo Khalilov    | Sascha Urweider     |
| 2005  | Mauro Santambrogio  | Michele Maccanti     | Danilo Napolitano   |
| 2006  | Giairo Ermeti       | Fredrik Kessiakoff   | Roger Beuchat       |

## Palmarès féminin
| Année | Vainqueur           | Deuxième                 | Troisième           |
| ----- | ------------------- | ------------------------ | ------------------- |
| 1985  | Barbara Ganz        |                          |                     |
| 1986  | Roberta Bonanomi    |                          |                     |
| 1987  | Imelda Chiappa      | Luzia Zberg              | Dominique Damiani   |
| 1988  | Edith Schönenberger | Barbara Ganz             | Isabelle Michel     |
| 1989  | Barbara Ganz        | Evelyne Müller           | Edith Schönenberger |
| 1990  | Eva Gallmann        |                          |                     |
| 1991  | Luzia Zberg         | Evelyne Müller           | Yvonne Elkuch       |
| 1992  | Hanni Weiss         | Susanne Krauer           | Evelyne Müller      |
| 1993  | Yvonne Schnorf      | Luzia Zberg              | Karin Romer         |
| 1994  | Luzia Zberg         | Yvonne Schnorf           | Nicole Ebner        |
| 1997  | Andrea Hänny        | Marcia Eicher            | Jolanda Schleuniger |
| 1998  | Chantal Daucourt    | Natalja Yuganiuk         | Lucille Hunkeler    |
| 1999  | Natalja Yuganiuk    | Chantal Daucourt         | Marika Murer        |
| 2000  | Greta Zocca         | Regina Schleicher        | Nicole Brändli      |
| 2001  | Marika Murer        | Natalja Yuganiuk         | Barbara Cazzaniga   |
| 2002  | Vera Carrara        | Volha Hayeva             | Alexandra Vetter    |
| 2003  | Alison Wright       | Noemi Cantele            | Hayley Brown        |
| 2004  | Vera Carrara        | Caroline Payot-Podevin   | Bettina Kuhn        |
| 2005  | Giorgia Bronzini    | Janildes Fernandes Silva | Bettina Kuhn        |
| 2006  | Fabiana Luperini    | Diana Ziliute            | Nicole Brändli      |
| 2007  | Noemi Cantele       | Magali Mocquery          | Fabiana Luperini    |
| 2008  | Nicole Brändli      | Noemi Cantele            | Marta Bastianelli   |
| 2009  | Noemi Cantele       | Jeannie Longo            | Eva Lutz            |